# William Bastone
William Bastone (24 de julho de 1961) é editor e co-fundador do site The Smoking Gun. Em 1997, Bastone e sua esposa Barbara Glauber, designer gráfica, criaram The Smoking Gun com o jornalista freelancer Daniel Green. Em 1984, Bastone trabalhou como jornalista investigativo no The Village Voice. Ele começou no The Village Voice como estagiário, depois trabalhou como escritor colaborador e terminou como escritor de equipe e jornalista investigativo. Como jornalista investigativo, ele foi responsável por cobrir a prefeitura, questões de justiça criminal e escrever sobre cinco das famílias mafiosas mais famosas de Nova Iorque. TheSmokingGun.com foi então comprado pela Court TV em 2000, permitindo que Bastone deixasse o emprego no The Village Voice. Ele também co-escreveu um livro intitulado The Smoking Gun: A Dossier of Secret, Surprising, and Salacious Documents.

## Vida pessoal
Bastone vive com sua esposa Barbara Glauber e juntos eles têm um filho.